# Apòfisi paraoccipital
L'apòfisi paraoccipital, apòfisi paramastoide o apòfisi estiloide és una apòfisi situada a la regió paraoccipital del crani, és a dir, a la seva part posterior. Es projecta cap avall i serveix de punt d'ancoratge per al múscul que obre el maxil·lar inferior. Està més desenvolupada en els mamífers herbívors que en els carnívors, fet que presumiblement té a veure amb els moviments mandibulars i de mossegada que corresponen a cadascun d'aquests hàbits alimentaris.